# Aire comprimit
|  | Per a altres significats, vegeu «Aire». |

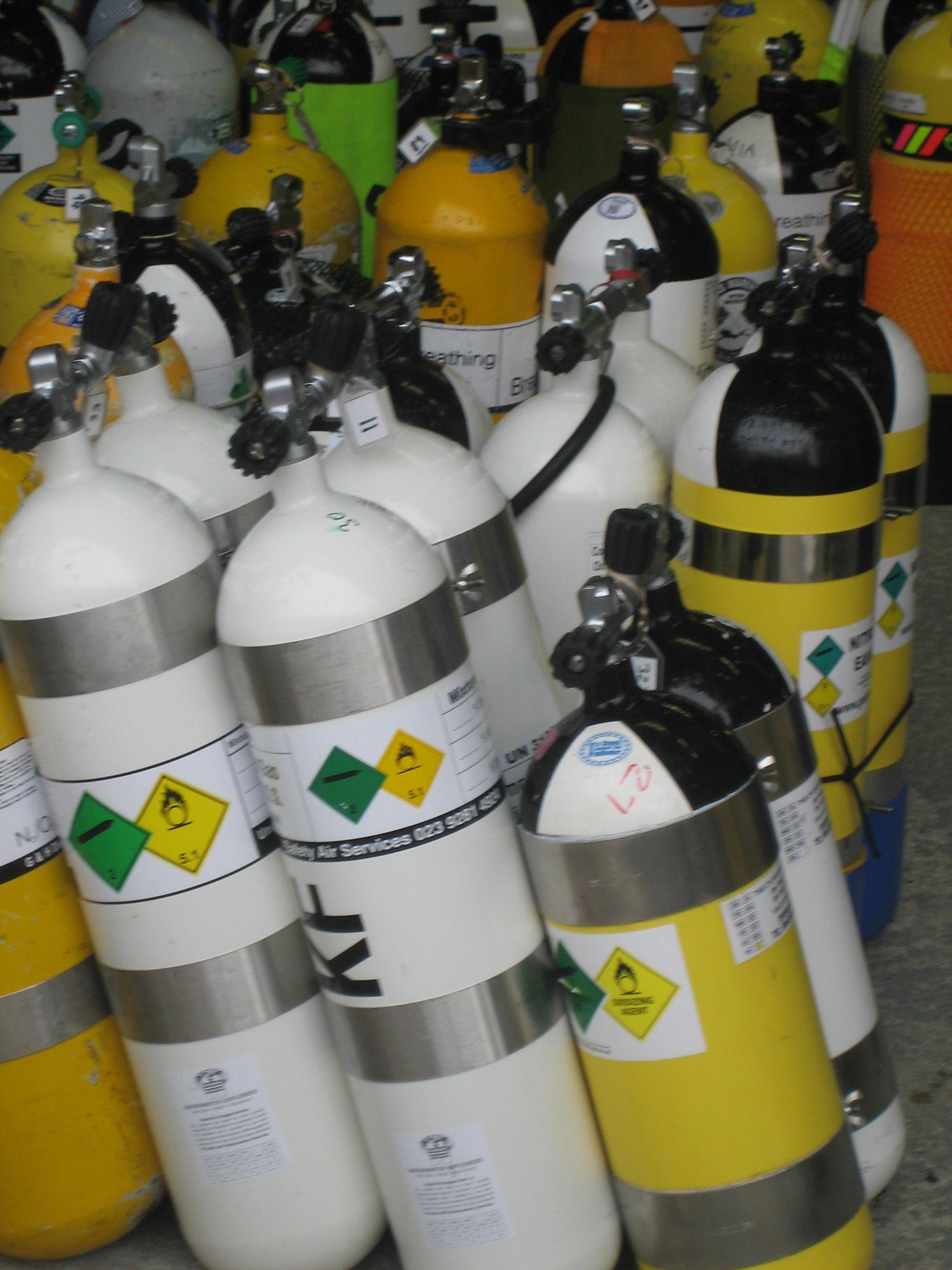
Cilindres d'aire comprimit.

L' aire comprimit  es refereix a una tecnologia o aplicació tècnica que fa ús d'aire que ha estat sotmès a pressió per mitjà d'un compressor. En la majoria d'aplicacions, l'aire no només es comprimeix sinó que també es deshumidifica i es filtra. L'ús de l'aire comprimit és molt comú en la indústria, el seu ús té l'avantatge sobre els sistemes hidràulics de ser més ràpid, encara que és menys precís en el posicionament dels mecanismes i no permet forces grans.

## Història
La primera vegada que es va fer servir l'aire comprimit seria en el bufat de metalls per al seu refredament. L'invent de la manxa per afavorir la creació de nous metalls a l'assolir temperatures més altes en els forns. No obstant això, seria a partir del segle xix on començaria a estudiar-se l'aire com a sistema de transport en energia.

## Utilització
S'utilitza a:
- Elevadors pneumàtics.
- Tornavísos automàtics.
- Torns de dentista.
- Armes d'aire comprimit

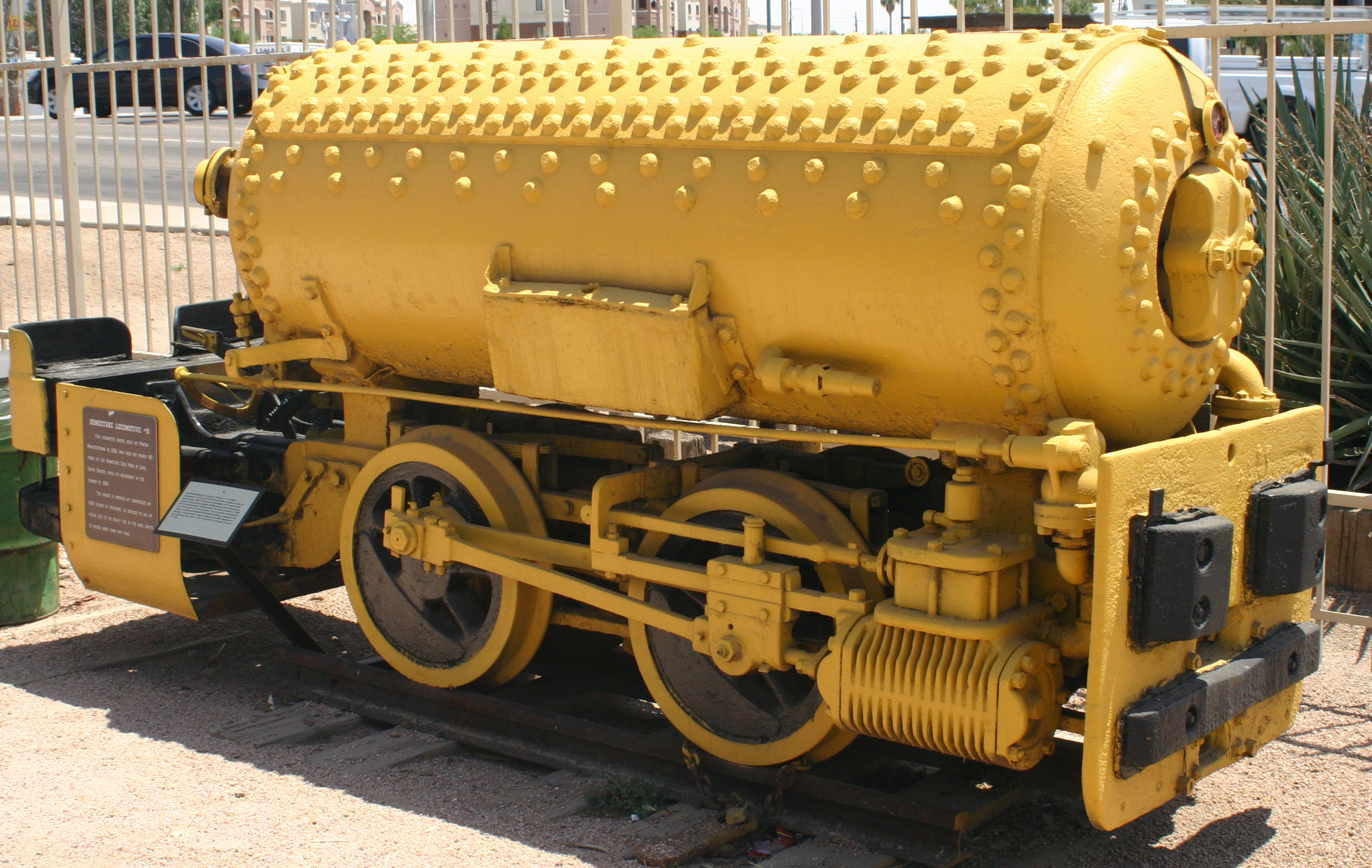
Locomotora de Homestake Mining (Dakota del Sud, EUA), funcionava amb aire comprimit i es feia servir per mines

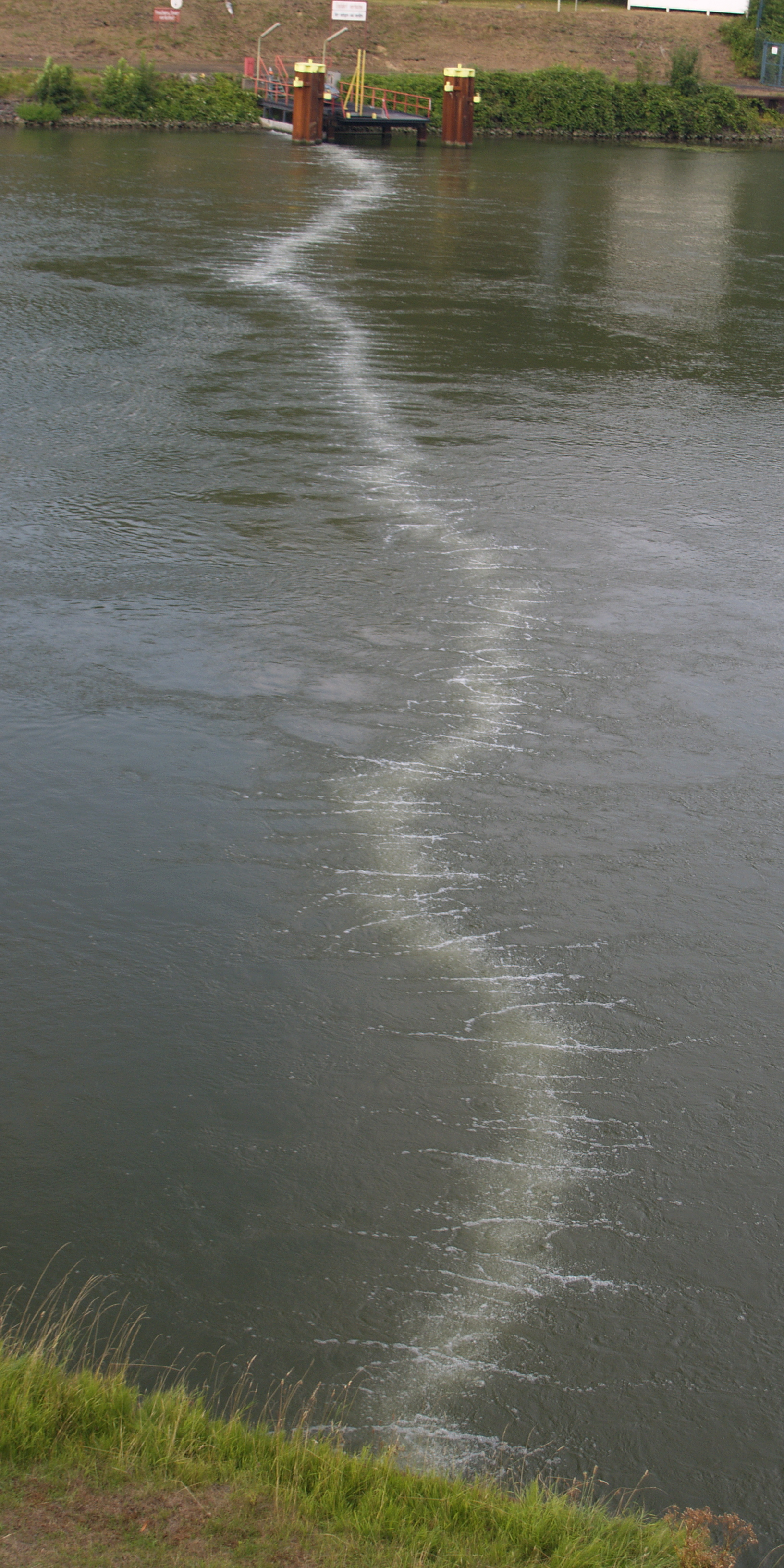
Barrera pneumàtica per controlar un vessament d'hidrocarburs.

- Equips de mineria (trepants rotopercusors, martells picadors, llums, ventiladors i molts altres).
- Arrencada de motors d'avió.[Enllaç no actiu]
- Vehicle d'aire comprimit i motors d'aire comprimit
- Refrigeració, mitjançant un Tub de Ranque-Hilsch
- Injecció de combustible en motors
- Sistemes de frenada
- Cilindres pneumàtics
- Coixí de sustentació en hovercrafts
- Sistemes de pintura i vernissat
- Aerografia
- Lògica pneumàtica

### Compressor
La producció d'aire comprimit es realitza mitjançant el compressor. Hi ha diverses classificacions, si els classifiquem per la forma de producció seria:
- Compressors dinàmics : Incorporen elements giratoris que aporten energia cinètica a l'aire. Augmentant la velocitat s'aconsegueix major pressió estàtica. Es caracteritzen per produir un moviment de l'aire continu. Aquests al seu torn es divideixen en:[2]
  - Radial
  - Axial
  - Radiaxial
- De desplaçament positiu : Augmenten la pressió en reduir el volum, de vegades amb pistons, cargols o compartiments plàstics:
  - Alternatives
  - Rotatives

### Dispositius i accessoris
El compressor per si mateix no serveix per executar la instal·lació si no ve acompanyat d'una sèrie de dispositius
- Dispositius d'arrencada : Tracten d'evitar que el motor en l'encesa demani més energia de la que normalment consumeix, per a aquest fi es disposen en els motors elèctrics de variadors de freqüència i en els motors d'explosió amb l'arrencada en buit o l'embragatge
- Dispositius de regulació : Les vàlvules que faciliten o impedeixen el pas de l'aire als pistons. Aquest sistema s'utilitza perquè el motor no treballi de forma continuada quan no se li requereix.
- Dispositius de refrigeració : Són dispositius necessaris per a la refrigeració de l'aire d'admissió, ja que així es redueix el treball realitzat en la compressió i es condensa l'aigua d'entrada al circuit que ens oxida la maquinària. Hi ha diversos tipus de refrigeració:
  - Per aigua
  - Per oli
  - Per aire: Ventilador

Els accessoris necessaris són:
- Accessoris d'acumulació : El més important és el  calderí  que és un dipòsit destinat a emmagatzemar aire comprimit situat a la sortida del compressor. La seva finalitat és regular la sortida d'aire comprimit, condensar l'aigua i regular el rendiment compensant les variacions en la presa de l'aire. Generalment s'estima el seu volum en la producció del compressor en metres cúbics per minuts
- Accessoris de filtre : És molt important que els compressors tinguin un filtre perquè no s'introdueixin impureses.